# أندريه كولينغبا
أندريه كولينغبا (12 أغسطس 1936–7 فبراير 2010) هو عسكري وسياسي من جمهورية إفريقيا الوسطى،شغل منصب رئيس جمهورية إفريقيا الوسطى لمدة 12 عامًا،وذلك في 1 سبتمبر 1981،وذلك بعد انقلاب عسكري أطاح بديفيد داكو،وحافظ على السلطة بدعم فرنسي قوي،حتى تم الضغط عليه داخليًا وخارجيًا،وأمر بإجراء انتخابات رئاسية في 22 أكتوبر 1993،وخسر أمام أنج فيليكس باتاسيه،وشهدت فترة حكمه تنامي نفوذ صندوق النقد الدولي والبنك الدولي في قرارات الدول المانحة بشأن الدعم المالي وإدارة دولة وسط إفريقيا،وحصل العديد من شعب ياكوما على مناصب مربحة في القطاعات العامة والخاصة وشبه الحكومية خلال عهده،مما أدى هذا إلى صراع عرقي في الدولة،وفي 2001،قام بمحاولة انقلاب فاشلة ضد الرئيس أنج فيليكس باتاسيه،وهرب إلى أوغندا،خوفا من المحاكمة.

## أيامه الأخيرة ووفاته
بعد انقلاب 2003،الذي أطاح بأنج فيليكس باتاسيه،من قبل فرانسوا بوزيزيه،عاد إلى العاصمة بانغي في 5 أكتوبر 2003،وبعد يومين،حضر إلى المؤتمر وتحدث إلى المندوبين،واعتذر عن التجاوزات التي حدثت خلال فترة حكمه وأيضًا عن محاولة انقلاب عام 2001،ثم غادر إلى باريس في 2 نوفمبر 2003،لإجراء عملية جراحية،وأعلن عن وفاته يوم 7 فبراير 2010.